# Hypentelium
Genre
Hypentelium est un genre de poissons téléostéens de la famille des Catostomidae (ordre des Cypriniformes).

## Liste des espèces
Selon FishBase (13 juillet 2015) :
- Hypentelium etowanum (Jordan, 1877)
- Hypentelium nigricans (Lesueur, 1817)
- Hypentelium roanokense Raney & Lachner, 1947